# Любин, Фрэнк
Фрэнк Любин (англ. Frank Lubin, известный в Литве под именем Пранас Любинас лит. Pranas Lubinas) род. 7 января 1910, Лос-Анджелес — 8 июля 1999, там же) — американский и литовский баскетболист, олимпийский чемпион 1936 года в составе сборной США, чемпион Европы 1939 года в составе сборной Литвы.

## Биография
Родился в Лос-Анджелесе в 1910 году в семье эмигрантов из Литвы Растантона и Анны Любин. В семье помимо Фрэнка были ещё 2 сына и дочь. Баскетболом начал заниматься ещё в школе. После поступления в 1927 году в Калифорнийский Университет (изучал право) выступал за университетскую команду.
Состоял также в университетской команде по плаванию. После окончания университета в 1931 году полтора года изучал право в специальной школе. Женился в 1935 году на члене женской баскетбольной команды Калифорнийского университета Мэри Агнес. Играл за команду студии Universal Studios - одну из лучших любительских команд США.
В 1936 году баскетбол был впервые включен в олимпийскую программу. Любин был капитаном команды США. Не встретив достойного сопротивления, американские баскетболисты стали олимпийскими чемпионами, а Любин - первым литовцем, выигравшим золотую Олимпийскую медаль.
В 1936 году после Олимпиады Любин с женой и её сестрой приехали в Литву. Он хотел присоединиться к национальной команде ещё на чемпионате Европы 1937, но тогда из-за долгой волокиты с документами не успел получить право выступать за сборную.
В 1938 году получил литовское гражданство и вместе со сборной стал готовиться к домашнему чемпионату Европы. В 1939 году вместе с Феликсасом Кряучюнасом приводит литовскую команду ко второй подряд победе на Евробаскете.
По итогам турнира он занял третье место среди наиболее эффективных игроков чемпионата. Всего набрал 96 очков за турнир.
В 1939 году вернулся в США. Вновь посетил Литву только в 1989 году.
Во время Второй мировой войны служил в авиационном корпусе армии США.
Фрэнк Любин стал первым в истории чемпионом Олимпиады и Евробаскета – задолго до того, как это достижение в 1972 году покорилось ряду советских баскетболистов.
До 1964 года выступал на любительском уровне. Отказывался играть на профессиональном уровне в 1940-е годы из-за низкой зарплаты, в то время как в команде студии Twentieth Century Fox и в качестве рабочего студии получал больше.
Признан лучшим любительским баскетболистом в Южной Калифорнии с 1900 по 1950 год.
Имел сына и дочь.